# Circondario di Breno
Il circondario di Breno era uno dei circondari in cui era suddivisa la provincia di Brescia.

## Storia
In seguito all'annessione della Lombardia dal Regno Lombardo-Veneto al Regno di Sardegna (1859), fu emanato il decreto Rattazzi, che riorganizzava la struttura amministrativa del Regno, suddiviso in province, a loro volta suddivise in circondari. Il circondario di Breno fu creato come suddivisione della provincia di Brescia, e comprendeva la Val Camonica, già appartenuta alla provincia di Bergamo.
Con l'Unità d'Italia (1861) la suddivisione in province e circondari fu estesa all'intera Penisola, lasciando invariate le suddivisioni stabilite dal decreto Rattazzi.
Il circondario di Breno comprendeva i mandamenti di Breno ed Edolo, a cui pochi anni dopo venne aggiunto Pisogne.
Il circondario di Breno fu abolito, come tutti i circondari italiani, nel 1927, nell'ambito della riorganizzazione della struttura statale voluta dal regime fascista. Tutti i comuni che lo componevano rimasero in provincia di Brescia.

## Geografia antropica

### Suddivisioni amministrative
Nel 1863, la composizione del circondario era la seguente:
- mandamento I di Breno
  - comuni di Berzo Inferiore; Bienno; Borno; Braone; Breno; Capo di Ponte; Cerveno; Ceto; Cimbergo; Cividate Alpino; Erbanno; Esine; Losine; Lozio; Malegno; Niardo; Ono San Pietro; Ossimo; Paspardo; Prestine
- mandamento II di Edolo
  - comuni di Berzo Demo; Cevo; Cortenedolo; Edolo; Grevo; Incudine; Loveno Grumello; Malonno; Monno; Mù; Paisco; Pontagna; Ponte di Legno; Santicolo; Saviore; Sellero; Sonico; Temù; Vezza d'Oglio; Villa d'Allegno; Vione
- mandamento III di Pisogne
  - comuni di Anfurro; Angolo; Artogne; Darfo; Gianico; Gorzone; Mazzuno; Pian Camuno; Pisogne; Terzano